# Human Rights Without Frontiers International
 (juillet 2025).
Motif : sources secondaires centrées ?
- Archive Wikiwix
- Bing
- Cairn
- DuckDuckGo
- E. Universalis
- Gallica
- Google
- G. Books
- G. News
- G. Scholar
- Persée
- Qwant
- (zh) Baidu
- (ru) Yandex
- (wd) trouver des œuvres sur Wikidata

| 1. | Préciser le motif de la pose du bandeau. | Précisez le motif de la pose du bandeau en utilisant la syntaxe suivante : {{admissibilité à vérifier\|date=juillet 2025\|motif=remplacez ce texte par le motif}}                                                 |
| 2. | Informer les utilisateurs concernés.     | Pensez à avertir le créateur de l'article, par exemple, en insérant le code ci-dessous sur sa page de discussion : {{subst:avertissement admissibilité à vérifier\|Human Rights Without Frontiers International}} |

 (juillet 2025).
Human Rights Without Frontiers International (en français : « Droits de l'homme sans frontières »), abrégé HRWF ou HRWF International, est une organisation à but non lucratif basée à Bruxelles, en Belgique.

## Histoire
HRWF International a été fondée en 2001 par Willy Fautré, son directeur exécutif, qui dirige également Human Rights Without Frontiers (Belgique).